# Saison 2019-2020 de l'US Sassuolo
Maillots
Dernière mise à jour : 1er octobre 2022.
Chronologie
Saison précédente Saison suivante
La saison 2019-2020 de l'Unione Sportiva Sassuolo Calcio voit l'équipe première être engagée dans deux compétitions que sont la Serie A et la Coupe d'Italie. Elle fait suite à la saison 2018-2019 qui a vu les Neroverdi sortir d'une saison où ils ont terminé 11e du championnat, comme la saison précédente. Sans renouveler le coup d'éclat européen de sa seconde saison dans l'élite, l'équipe qui n'avait encore jamais accédé à la première division avant 2013 s'installe durablement comme une équipe solide de Serie A.

## Classement en Serie A
| Rang | Équipe          | Pts | J  | G  | N | P  | Bp | Bc | Diff |
| ---- | --------------- | --- | -- | -- | - | -- | -- | -- | ---- |
| 9    | Parme Calcio    | 35  | 25 | 10 | 5 | 10 | 32 | 31 | +1   |
| 10   | Bologne FC      | 34  | 26 | 9  | 7 | 10 | 38 | 42 | −4   |
| 11   | US Sassuolo     | 32  | 25 | 9  | 5 | 11 | 41 | 39 | +2   |
| 12   | Cagliari Calcio | 32  | 25 | 8  | 8 | 9  | 41 | 40 | +1   |
| 13   | ACF Fiorentina  | 30  | 26 | 7  | 9 | 10 | 32 | 36 | −4   |

## Coupe d'Italie de football
Le tirage des 32e de finale n'a pas encore eu lieu.

## Effectif
L'effectif professionnel de la saison 2019-2020 est entraîné par Roberto De Zerbi et ses adjoints.

## Transferts
Transferts de l'équipe première